# Львовское сельское поселение (Краснодарский край)
Львовское сельское поселение — муниципальное образование в составе Северского района Краснодарского края России.
В рамках административно-территориального устройства Краснодарского края ему соответствует Львовский сельский округ.
Административный центр — село Львовское.

## Символика
Флаг утверждён 20 октября 2010 года.

## История
В 1906 году Львовское поземельное товарищество было преобразовано в село Львовское. В 1911 году в селе был построен храм в честь Рождества Пресвятой Богородицы. Первым священником был назначен Михаил Смиренский. В селе существовало мужское одноклассное училище.
В 1958 году Решением Краснодарского краевого Совета народных депутатов хутор Пороно-Покровский, бывший до этого самостоятельным населённым пунктом, присоединён к селу Львовское.
Львовское сельское поселение в составе Северского района было образовано согласно Закону Краснодарского края от 01 апреля 2004 года №677-КЗ.

## Население
| 2010  | 2012  | 2013  | 2014  | 2015  | 2016  | 2017  |
| ----- | ----- | ----- | ----- | ----- | ----- | ----- |
| 5861  | ↗5942 | ↗6027 | ↗6048 | ↘6041 | ↗6068 | ↗6105 |
| 2018  | 2019  | 2020  | 2021  | 2023  |       |       |
| ↗6138 | ↗6180 | ↗6233 | ↘6169 | ↘6120 |       |       |

## Населённые пункты
В состав сельского поселения (сельского округа) входят 5 населённых пунктов:
| № | Населённый пункт | Тип населённого пункта | Население (чел.) |
| - | ---------------- | ---------------------- | ---------------- |
| 1 | Красный          | хутор                  | ↘179             |
| 2 | Львовское        | село                   | ↗5455            |
| 3 | Новоивановский   | хутор                  | ↘210             |
| 4 | Песчаный         | хутор                  | ↘65              |
| 5 | Стефановский     | хутор                  | ↘236             |

## Местное самоуправление
Главы сельского поселения
- Григоращенко Сергей Николаевич
- Усатый Александр Дмитриевич[18].